# 東武100系電聯車
東武100系電聯車（日语：／ Tōbu 100-kei densha */?）是東武鐵道所使用的特急型車輛。日光線的特別急行列車於1990年（平成2年）6月1日開始商業營運。
列車的別名「 SPACIA 」是由廣大民眾給予的，1991年（平成3年）9列6輛編組（共計56輛）由 ALNA 車輛及東急車輛製造，同年9月1日取代所有的1720系電聯車，日光線、鬼怒川線的特別急行列車統一採用本系列。1990年被通商產業省（現在的經濟產業省）選定為優良設計商品（現日本設計振興會的優良設計獎），1991年獲頒鐵道友之會的藍絲帶獎，為該公司首次得此獎的鐵路車輛。
另外因「 SPACIA 」此名是東武鐵道的登錄商標（第3005537號），故其他鐵路公司無法使用該名稱。

## 車體
本系列的整體設計概念是「快與舒適」，列車前端是非貫通的流線形。車體是東武鐵道首次採用全鋁合金製造，得以實現輕量化、低重心的目標。考慮到客車內的安靜，地板厚度由前一代1720系的50 mm增加到130 mm。客車採用外開式的內崁式門，以達到側面的平滑化。車體塗裝仿6050系，茉莉白做為基底，以紫寶石紅和陽光珊瑚橙圍繞著黑色的窗戶。現時已沒有後續的裝修工程。105-108編組裝有防墜擋板。

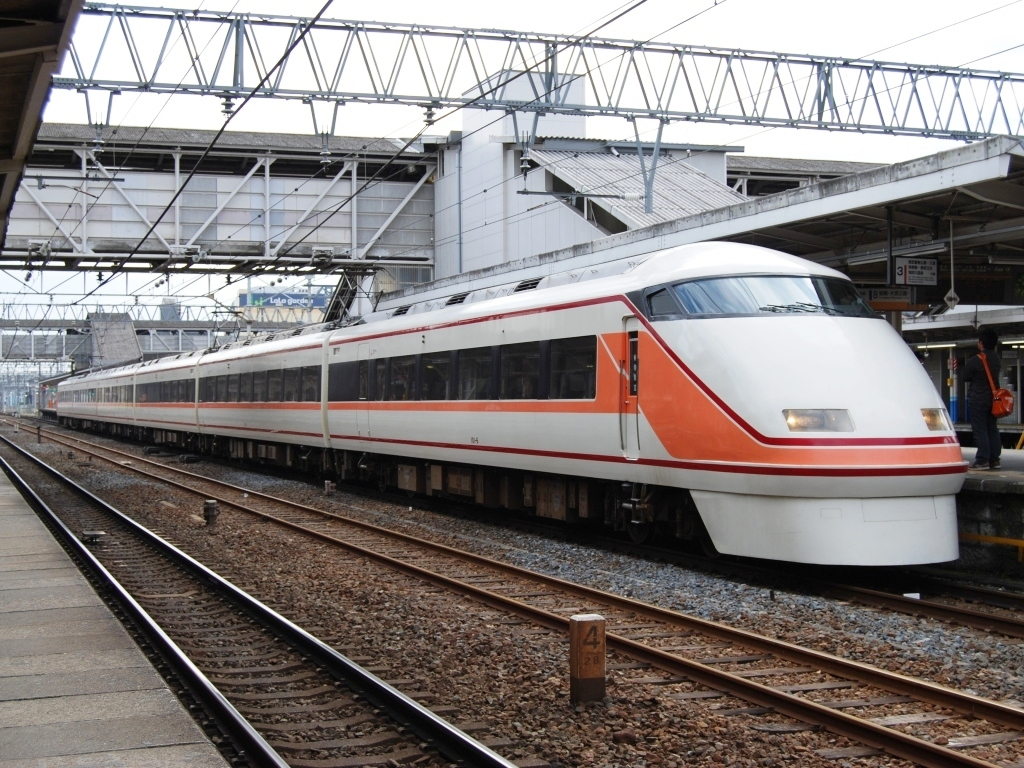
抵達春日部車站的101編組 （2008年10月）
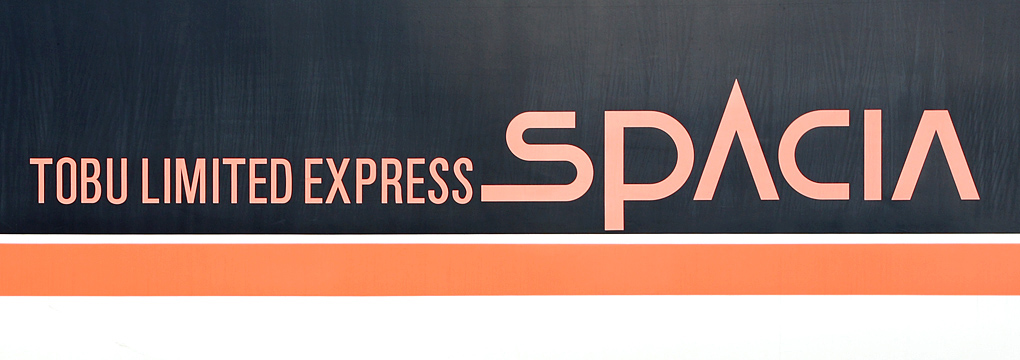
モハ100-3形（4號車）車體側面 「SPACIA」舊標誌 （2012年8月結束營運）
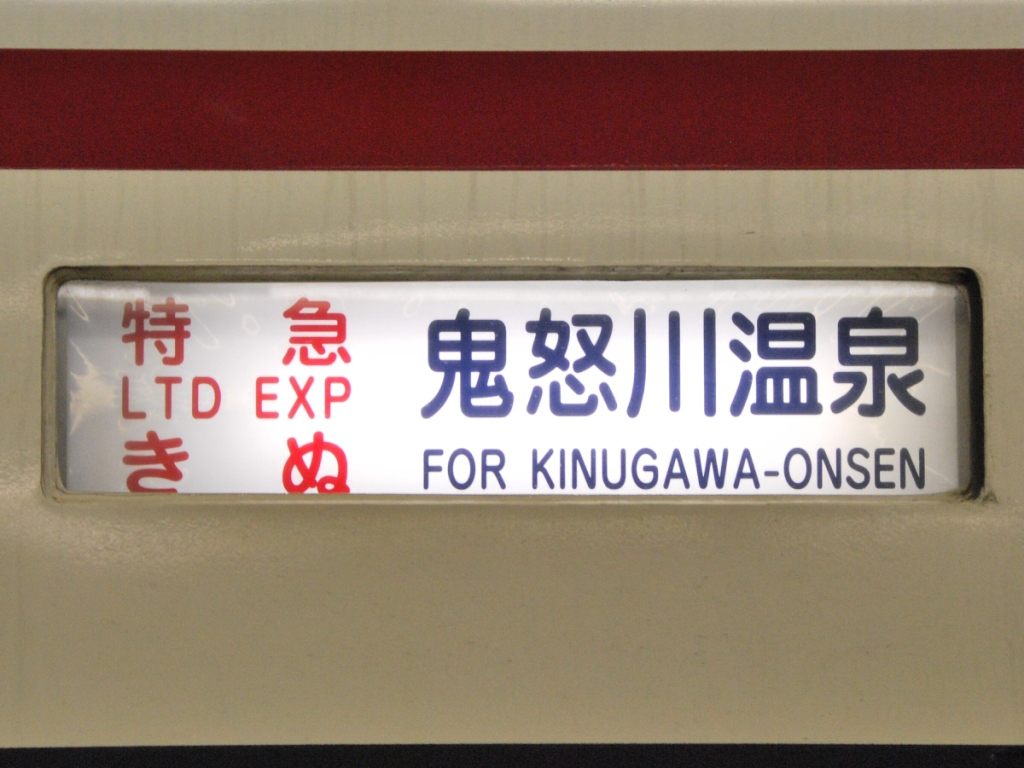
車體側面目的地顯示器（現在所有編組已改用LED顯示器）
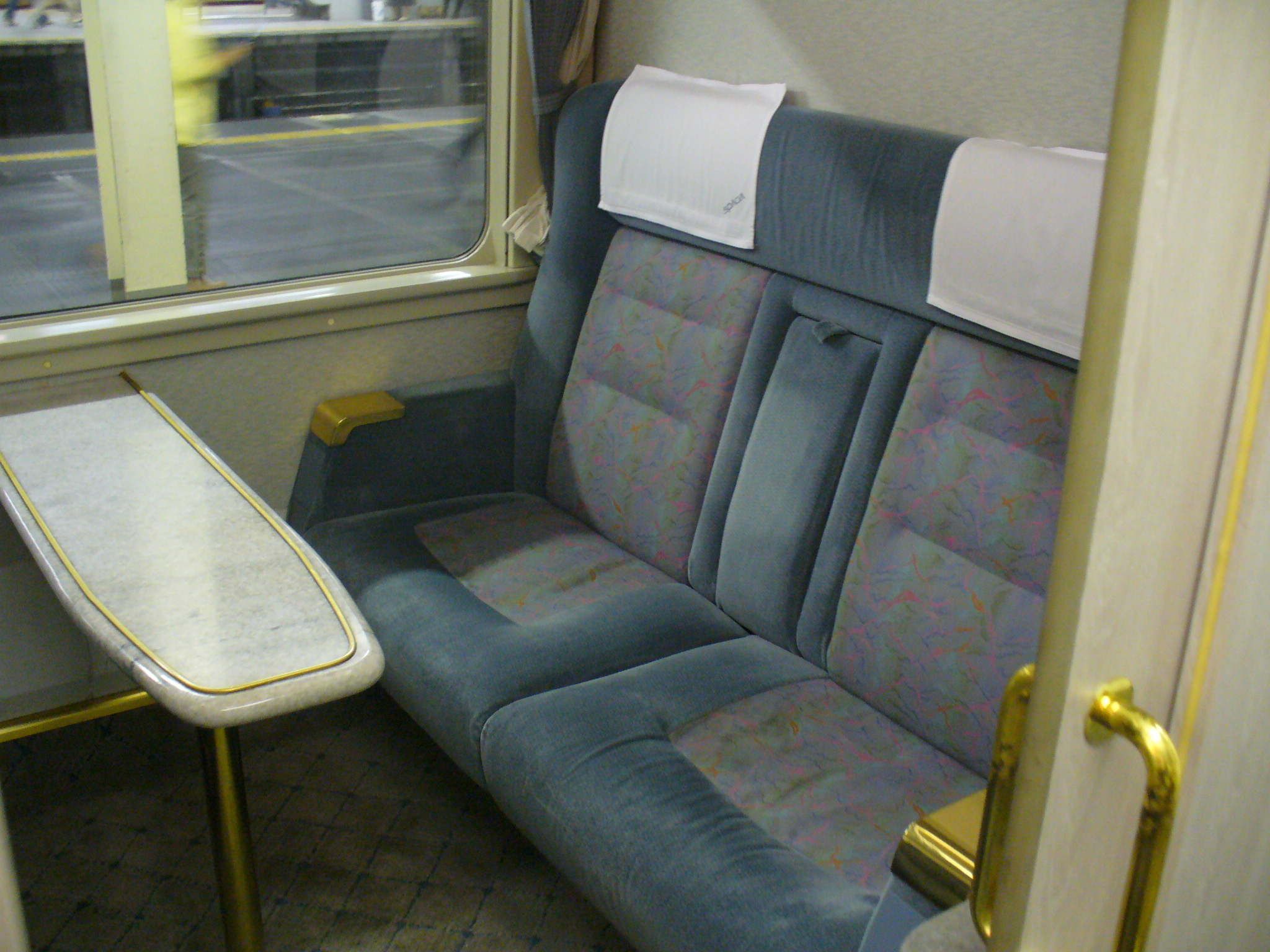
包廂
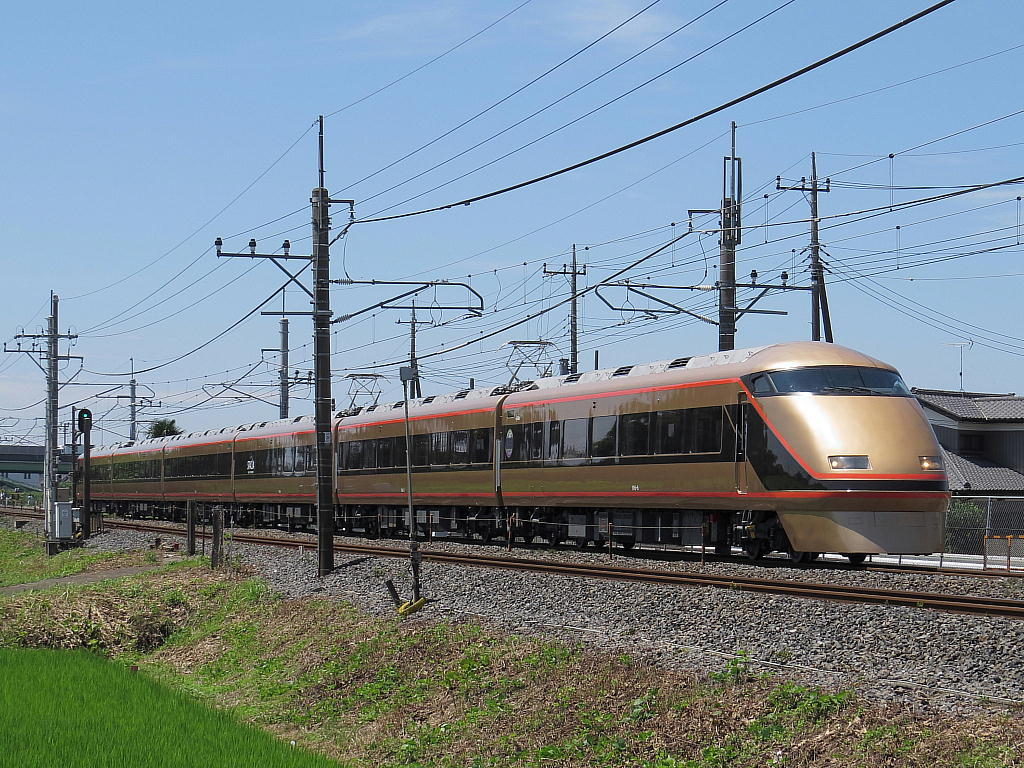
日光朝圣
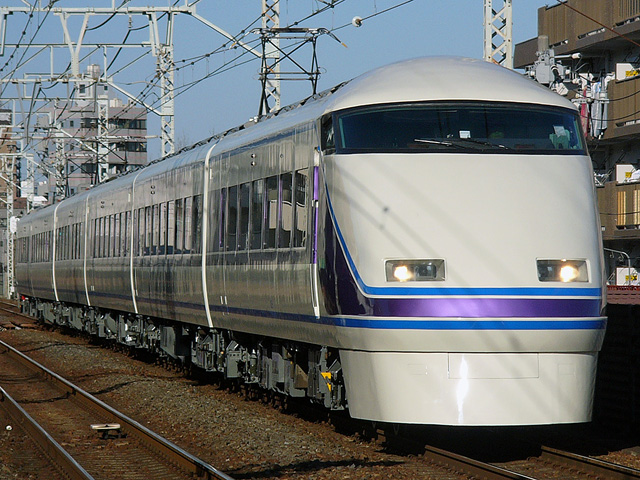
雅

## 運用
本系列被使用於東武日光、鬼怒川線的特急「きぬ」、「けごん」。「きぬ」、「けごん」兩者統稱時，也可以用綽號「SPACIA」稱之。另外從新宿車站開往東武日光車站、鬼怒川溫泉車站，由東日本旅客鐵道（JR東日本）東北本線（宇都宮線）在栗橋車站直通運轉進入東武日光線的直通特急「SPACIA日光」、「SPACIA鬼怒川」也使用本系列。
於此方面，於2006年3月開始負責直通運轉的106-108編組列車因而加裝ATS-P車上裝置、JR用列車無線裝置、EB、TE裝置等硬體與改用JR格式座位編號標籤，其中6號包廂車廂標示為綠色車廂。
2025年7月10日，東武鐵道宣布為紀念與台鐵鐵路公司締結友好協定的10周年，因此將在同年的12月18日於台北車站的東三門附近公開展示SPACIA的101-1號前頭車。

## 列車編組
圖例
VVVF：控制單元、APU：輔助電源装置、CP：壓縮機、PT：集電装置
|          | ←淺草、新宿方向東武日光、鬼怒川温泉方向→ |                  |                  |                  |                  |                   |
| 號車     | 6                                        | 5                | 4                | 3                | 2                | 1                 |
| 形式     | モハ100-1形 (Mc1)                        | モハ100-2形 (M1) | モハ100-3形 (M2) | モハ100-4形 (M3) | モハ100-5形 (M4) | モハ100-6形 (Mc2) |
| 搭載設備 | APU                                      | VVVF・PT         | APU・CP          | VVVF・PT         | VVVF・PT         | APU               |
| 自身重量 | 35.5 t                                   | 37.5 t           | 36.5 t           | 36.5 t           | 37.5 t           | 36.0 t            |
| 定員     | 24                                       | 64               | 56               | 36               | 64               | 44                |
| 列車編號 | 101-1 ： 109-1                           | 101-2 ： 109-2   | 101-3 ： 109-3   | 101-4 ： 109-4   | 101-5 ： 109-5   | 101-6 ： 109-6    |

## 裝飾等
- 2009年9月東武日光線開通80周年紀念，在102編組車頭貼上貼紙。
- 2010年7月17日到8月31日，東武鐵道、西武鐵道、小田急電鐵、京成電鐵四家公司共同企劃「私鐵特急郵票拉力賽」，在一些編組車頭貼上貼紙。
- 2011年4月到9月與JR直通運轉的106-108編組除了6編組外貼上「日本努力向上」的貼紙。
- 2012年2月開始貼上東京晴空塔的開業倒數計時貼紙，開業後改貼以盛大開幕的貼紙。
- 2012年11月到2013年1月淺草車站的淺草地下街開業，貼上「淺草エキミセ開業」的貼紙。